# Adam lay ybounden

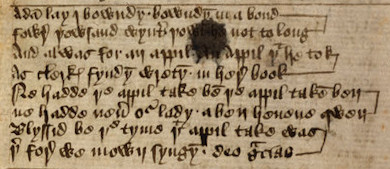
Adam lay ybounden im Sloane Manuscript 2593 der British Library.

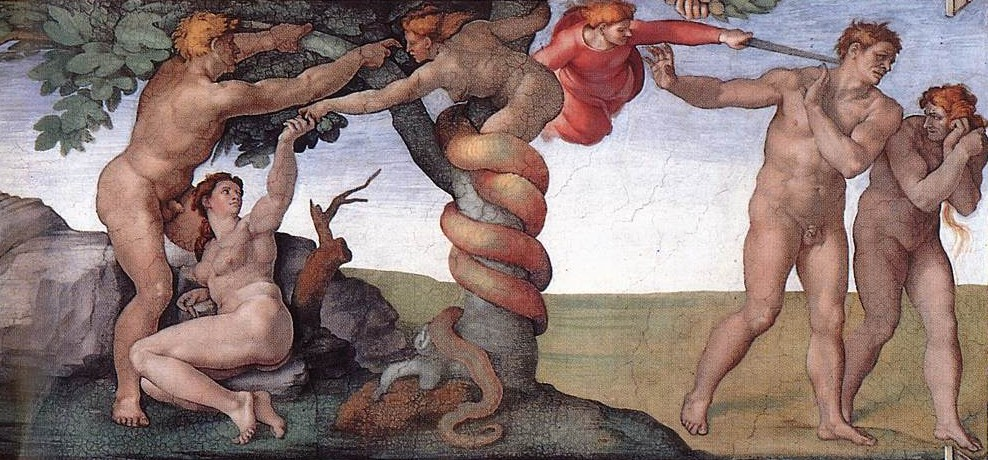
Michelangelo: Der Sündenfall und die Vertreibung aus dem Paradies (Deckenfresko in der Sixtinischen Kapelle)

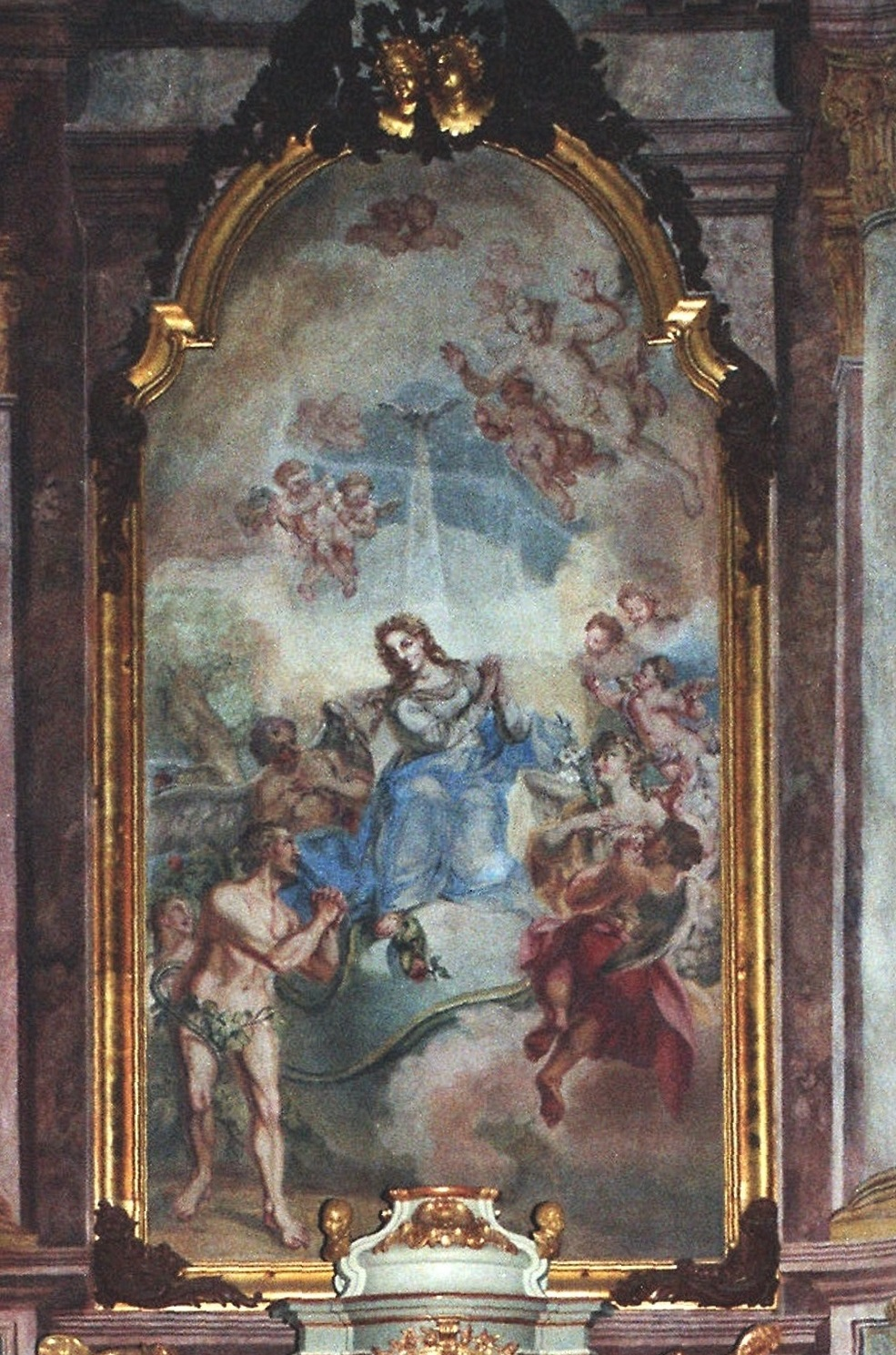
Joseph Gregor Winck: Mariä Verkündigung (Schlosskirche Liebenburg): Schon im Moment, als der Engel Maria die Geburt des Herrn ankündigt und der Heilige Geist sie „überschattet“, steigen Adam und Eva aus der Unterwelt.

Adam lay ybounden (Adam lag gebunden) oder im Originaltitel: Adam lay i-bowndyn ist ein traditionelles englisches Carol (Weihnachtslied), das wahrscheinlich aus dem 15. Jahrhundert stammt und in mittelenglischer Sprache überliefert ist.

## Inhalt
Zentrales Thema des Liedes ist der Sündenfall und seine Konsequenzen: Adam (und Eva und alle Gerechten vor Christus) waren in der Unterwelt gefangen; die Zeitangabe „viertausend Winter“ entspricht der jüdischen Annahme des Schöpfungsdatums. Mit der Geburt Christi aus Maria beginnt die Erlösung auch der Gerechten des Alten Bundes. Dieses Geschehen hat Adams Sünde zur Voraussetzung und führt die Menschen in eine den Urzustand weit übersteigende Herrlichkeit. Wenn Adam den Apfel im Paradies nicht genommen hätte (vgl. Gen 3,6 ), wäre Unsere Liebe Frau – Maria – niemals Himmelskönigin geworden.
Das Lied formuliert klassische christliche Lehraussagen, tut dies aber, etwa durch die Erwähnung der Kleriker und „ihres Buches“, durch die Verwendung der Volkssprache, durch häufige Wortwiederholungen und Unbekümmertheit um poetische Regeln, mit volkstümlicher Leichtigkeit.

## Geschichte
Der Text stammt von einem anonymen Verfasser. Er ist in einer Handschrift der British Library erhalten.
Es wird darüber spekuliert, ob der Text zu einem wandernden Minstrel (d. h. Barde, Minnesänger) gehört haben könnte. Andere Lieder in dem Manuskript sind I have a gentil cok, das berühmte I syng of a mayden und zwei Rätsellieder: A minstrel’s begging song und I have a yong suster.
Der Text wurde unter anderem von Boris Ord (1897–1961), Benjamin Britten (1913–1976) in A Ceremony of Carols (1942), Norman Fulton (1909–1980), Peter Warlock (1894–1930), John Ireland (1879–1962) und Philip Ledger (1937–2012) vertont.
Der Satz von Boris Ord ist wahrscheinlich die bekannteste Version, weil er traditionellerweise der First Lesson des jährlichen Festival of Nine Lessons and Carols in der Kapelle des King’s College, Cambridge, folgt, wo Ord von 1929 bis 1957 Organist war.
| Adam lay ybounden, Bounden in a bond; Four thousand winter Thought he not too long. And all was for an apple, An apple that he took, As clerkës finden written In their book. Nor had one apple taken been, The apple taken been, Then had never Our Lady A-been heaven’s queen. Blessed be the time That apple taken was. Therefore we may singen Deo gratias! | Adam lag gebunden, in Bande gebunden. Viertausend Winter hielt er für nicht zu lang. Und alles war wegen eines Apfels, eines Apfels, den er genommen hatte, wie es Kirchenmänner geschrieben finden in ihrem Buch. Wäre der Apfel nicht genommen worden, der Apfel nicht genommen worden, wäre Unsere Liebe Frau niemals Himmelskönigin geworden. Gesegnet sei der Moment, da der Apfel genommen wurde. Darum dürfen wir singen: Deo gratias! | Adam lag gebunden, gebunden mit dem Strang für viermal tausend Winter, das schien ihm nicht zu lang. Es war nur ein Apfel, ein Apfel brachte Fluch: so finden es die Priester erzählt in ihrem Buch. Hätt er nicht genommen, genommen die Frucht hin, nie wäre unsre Herrin die Himmelskönigin. Hochgepries’ne Stunde, da Adam frevelnd aß, wodurch wir dürfen singen das Deo gratias! |